# 卢卡·帕尔米塔诺
卢卡·帕尔米塔诺（義大利語：Luca Parmitano，1976年9月27日—）是意大利工程师，欧洲空间局航天员。他也是意大利空军飛行員，上校军衔。

## 飞行员
1995年毕业于卡塔尼亚“伽利略”科学高中。1999年在意大利那不勒斯腓特烈二世大学以一篇关于国际法的论文获得政治学学士学位。2000年毕业于波佐利意大利空军学院。
2001年，他参加了在美国德克萨斯州谢泼德空军基地举行的欧洲 - 北约喷气机飞行员基础飞行联合演习训练活动。2002年参与了德国森巴赫美国驻欧空军基地的训练课程。
2007年入选试飞员。期间为空军中校军衔。他的累计飞行时间超过2000小时，驾驶过超过40多种类的飞机。2009年5月入选欧空局航天员。

## 航天员

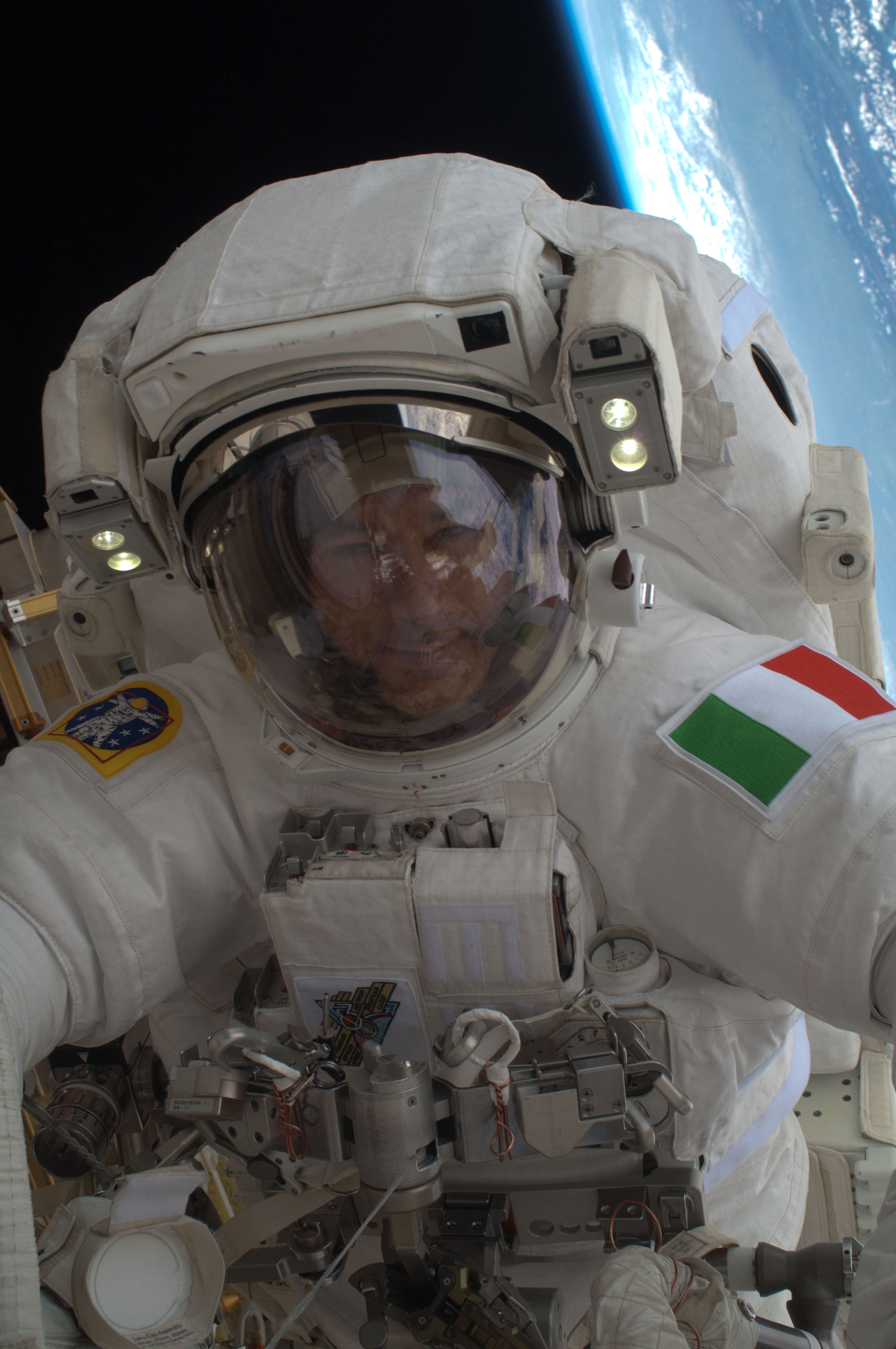
自拍

### 远征36/37
2013年5月28日，载有费奥多尔·尤尔奇欣、卡伦·尼贝里和卢卡·帕尔米塔诺的联盟TMA-09M载人飞船在拜科努尔发射场升空。

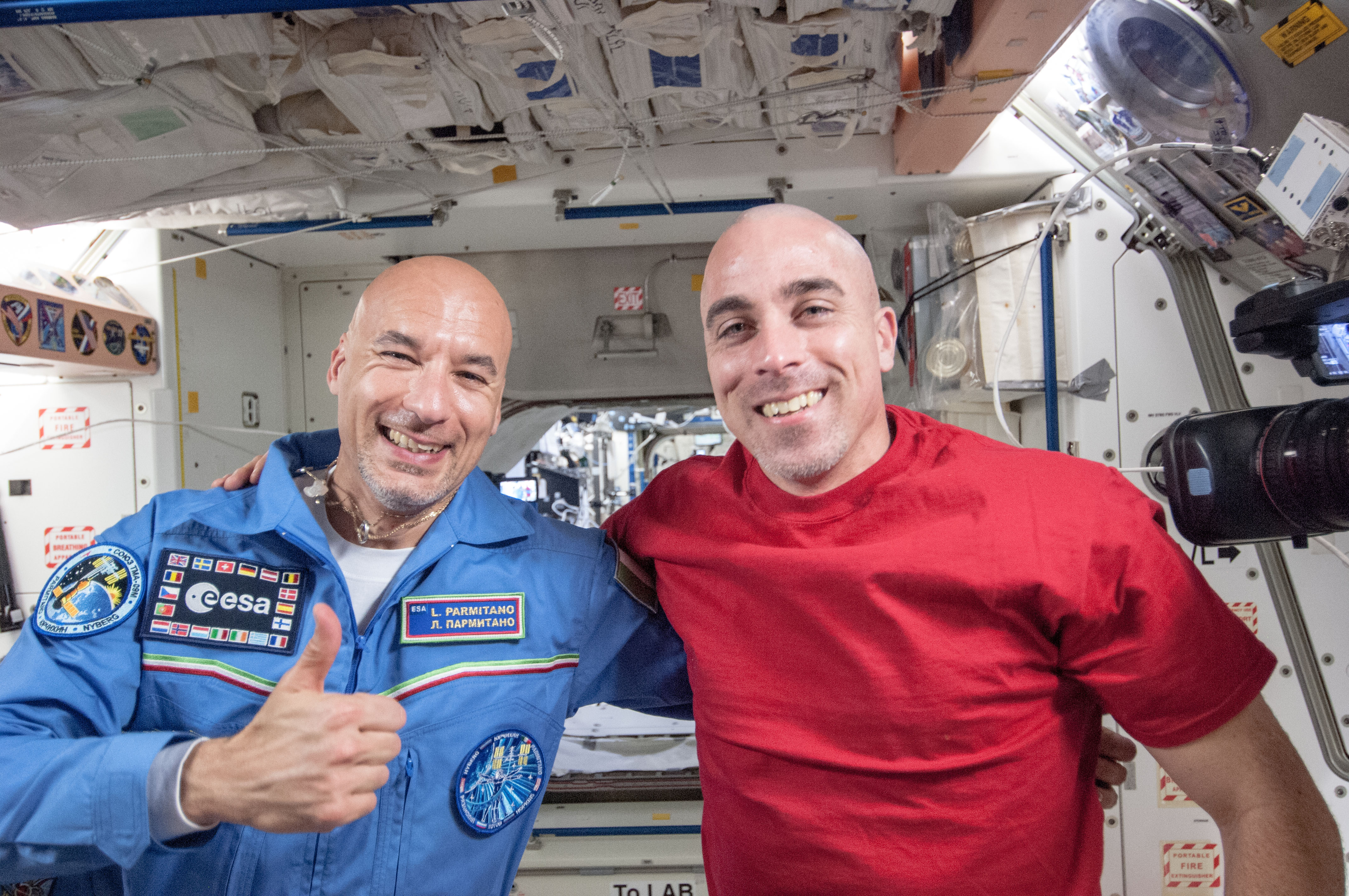
帕尔米塔诺（左）与卡西迪

2013年7月9日，他和卡西迪进行了太空行走任务，成为第一个太空行走的意大利人。他们主要在寻求号气密舱安装了一些实验设备，并进行了维护工作。
7月16日，他和卡西迪进行了第二次舱外活动，却在1小时32分钟后被迫终止。他突遇宇航服头盔进水、险些被“淹死”的事件。在遇到异常情况后，他尝试联系同伴卡西迪和控制中心，但声音渐趋微弱，没有人能够听到。他灵机一动，想到了安全绳，利用绳子的反冲原理，将自己拉回空间站舱门。空间站内驻守的宇航员开始迅速给密封舱增压，以便他们进舱。内舱门打开后，同事们把他拉进去，帮他脱掉头盔，总算脱险。12月的《纽约时报》刊文称，事故原因可能是宇航服过滤器堵塞，导致冷却水倒流。NASA在2014年2月26日公布的一份报告称，故障可能是因有硅酸铝碎屑堵住了一个水管并迫使液体进入航天服通风系统造成的。故障调查委员会主席汉森说，这或许是美航宇局迄今遇到的最严重的一次太空行走问题。

### 远征60/61
从2017年5月开始，为搭乘新“联盟MS”系列飞船例行飞赴国际空间站，帕尔米塔诺在加加林宇航员培训中心学习必要的知识和技能，包括联盟MS载人飞船的构造和系统，以及在不同气候地理地区进行模拟着陆的训练，还有单独项目的生物医学培训及俄语技能。
2018年5月，欧空局宣布帕尔米塔诺将是联盟MS-13的机组队员。他将担任远征60任务的飞行工程师。

## 个人
虽然出生在帕特尔诺，但他把卡塔尼亞当作自己的家乡。已婚，妻子是美国人，他们育有2个女儿。

## 荣誉
小行星37627以他的名字命名。

### 意大利勋章奖章
- 意大利共和国功绩骑士大十字勋章（義大利語：Ordine al merito della Repubblica Italiana）（2022年9月30日于罗马奎里纳莱宫颁发[14]）